# モンブラン文化財団
モンブラン文化財団（英、Foundation d'Enterprise Montblanc de la Culture）とは、ドイツのアクセサリーメーカー、モンブランが芸術・文化の発展に対して時間、エネルギーと資金面での貢献をした現代のアートパトロンに敬意を表し、サポートする目的で1992年に設立した財団である。

## 概要
設立された1992年から毎年、世界の傑出したアートパトロン（芸術支援者）に対して、モンブラン国際文化賞（Montblanc de la Culture Arts Patronage Award）を授与している。